# Trennpapier
Ein Trennpapier (engl. release paper oder release liner) wird zum Schutz von Oberflächen oder zur Produktion definierter Flächengebilde eingesetzt. Kennzeichnend ist eine antihaftende Oberfläche. Diese kann bei der Herstellung durch Tränkung oder durch Beschichtung eines geeigneten Papiers oder eines anderen geeigneten Trägermaterials, z. B. einer Folie erreicht werden.
Grundsätzlich kann hierfür – je nach Einsatzzweck – jedes Material mit wasserabweisenden (hydrophoben) und/oder ölabweisenden (oleophoben) Eigenschaften eingesetzt werden. Beispielsweise zu nennen sind Silikone, Öle, Fette, Polypropylen, Fluorcarbone.
Insbesondere bei der Auswahl des Trägermaterials für silikonbeschichtete Trennpapiere muss auf die Eigenschaften Reißfestigkeit, Zugfestigkeit, Gleichmäßigkeit und geringe Saugfähigkeit der Oberfläche geachtet werden, um das Auftragsgewicht an Silikon zu optimieren. Jedoch repräsentiert das Silikon nur rund 10 % der Gesamtkosten des kompletten Produktes Trennpapier. Das wird entweder durch Einsatz hochverdichteter Papiere – z. B. Glassinpapiere – oder durch vorangehende Beschichtung anderer Papiersorten – z. B. mit Polyvinylalkohol oder Polyethylen – erreicht.
Trennpapiere finden sich im täglichen Gebrauch häufig zum Schutz von klebrigen Oberflächen vor Verschmutzung oder versehentlichem Festkleben in der Verpackung, wie bei Klebe-Etiketten, an Klebebändern, im Hygienebereich, bei medizinischen Pflastern, oder selbstklebenden Dekorations- und Schutzfolien. Manche Trennpapiere, wie Backpapier, sind wiederverwendbar.
Neben der genannten Schutzfunktion sind Trennpapiere für bestimmte Aufgaben in der Herstellung von Flächengebilden von Bedeutung. Trennpapiere können als wiederverwendbare Träger für hitzehärtbare, flüssige Materialien dienen. Diese können nach Aushärtung vom Trennpapier leicht abgelöst und weiterverarbeitet werden, indem sie auf andere Flächen oder Textilien laminiert werden. Trennpapiere für diesen Zweck werden deshalb auch Transferpapiere genannt und spielen eine wichtige Rolle in der Herstellung von Kunstledern und Textilbeschichtungen. Eine weitere Möglichkeit ist die Prägung eines Papiers: Eine bestimmte Oberflächengestaltung des Trennpapiers erzeugt als Negativabdruck auf den hergestellten Materialien nach Abziehen des Papiers Muster wie beispielsweise eine Ledernarbung oder beliebige graphische Gestaltungen.
Hersteller von industriellen Trennpapieren sind Loparex, Mondi, Infiana, Maria Soell, Lintec, Laufenberg, Itasa, WKP Württembergische Kunststoffplatten Werke, Sappi, Arjo Wiggins, Neenah Paper und andere.

## Release coatings (Trennbeschichtungen aus Silikon)
Der weltweit führende Hersteller für die sogenannten release coatings (Silikone) ist die Firma Dow Corning. Diese Silikone bestehen immer aus einem Polymer, die mittels eines Vernetzers und in Gegenwart eines Katalysators entweder thermisch bei Temperaturen > 100 °C oder unter UV-Licht (etwas andere Reaktionschemie) zu einem Polydimethylsiloxan-Gerüst polymerisiert werden. Es werden sowohl lösemittelfreie, wasserbasierende Emulsionen (u. a. für Backpapiere) als auch lösemittelfreie Silikone, die den größten Marktanteil repräsentieren, als Trennbeschichtungen eingesetzt.
Als herausragende Eigenschaft, sich auf die verschieden stark klebenden Klebemassen einzustellen, wird der „Controlled release effect“ beschrieben. Hier können durch die geeignete Wahl bestimmter Harze in einem Silikonpolymer definierte (kontrollierte) Trenneigenschaften eingestellt werden. Man spricht daher bei einem leichten Abtrennen (Delaminieren) eines Klebstoffes von einem Trennpapier (oder einer Folie) von einer easy release-Beschichtung.
Je höher der Anteil der Harze im Silikonpolymer, desto mehr Kraft muss aufgebracht werden, um den Klebstoff von der silikonisierten Oberfläche zu lösen. Dieser Vorgang ist für die meisten Klebstoffe (welche hier in der Rezeptierung und Applikation konstant sein sollten) reproduzierbar und somit auch „kontrollierbar“.